# Marija Jurić Zagorka
Marija Jurić Zagorka (születési neve: Marija Jurić) (Negovec, Horvát-Szlavónország, 1873. március 2.  –  Zágráb, 1957. november 30.) horvát író, drámaíró, politikai újságíró. Délkelet-Európa első hivatásos női újságírói közé tartozott. Felszólalt a társadalmi diszkrimináció minden formája ellen, és azért harcolt, hogy a nők egyenlő jogokkal rendelkezzenek a tanulásban, munkában és a politikában.

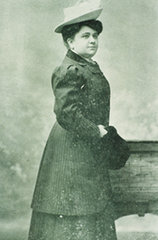

## Élete
Šanjugovóban, Sveti Križ Začretje mellett töltötte gyermekkorát, ahol kisbirtokos apja Rauch Levin báró fiánál, Rauch Gézánál volt uradalmi gazdatiszt. Az elemi iskolát Varasdban végezte, majd Zágrábban tanult az Irgalmas nővéreknél. A család megváltozott anyagi helyzete miatt kimaradt az iskolából, de anyja sem támogatta tanulását.
1891-ben a Zagorske projeće újságban jelent meg cikke, amit M. Jurica Zagorki férfi álnéven írt alá. Unokatestvérével kis színjátszó csoportot alakított, és színésznő akart lett. Szülei ellenezték terveit, és férjhez adták a nála 18 évvel idősebb Mátrai András vasúti tisztviselőhöz, akit Szombathelyre helyeztek. Mariját zavarta férje soviniszta magatartása, de azért megtanult magyarul és távíró tanfolyamot is végzett. Három év után visszaköltözött Szávaszentdemeterbe, majd Zágrábba. Cikkeket, írt aláírás, nélkül, a Hrvatski branik hetilapba és a Posavska hrvatska napilapba.
1896-ban korrektorként kezdett dolgozni az Obzor újságnál, de külön szobában kellett ülnie. Josip Juraj Strossmayer támogatta, hogy újságíró státuszt kapjon. A főszerkesztő hevesen ellenezte, mert szerinte a nő jelenléte a szerkesztőségben kulturális és erkölcsi botrány. Marija a Magyar Királyság politikai életéről írt cikkeket. 1903-ban a magyar–horvát parlament üléséről tudósított Budapestről, ahol visszautasították a pénzügyi helyzet javítására irányuló horvát kérelmet. Válaszul Zágrábban nyílt tüntetést tartottak. Marija tagja volt Központi Nemzeti Bizottságnak (Glavni narodni odbor) és ellenezte a németesítést, a magyarosítást, és Khuen-Héderváry Károly horvát bán politikáját. Újságíróként ragyogóan helytállt, amikor az Obzor főszerkesztőjét és helyettesét felfüggesztették, és egyedül adta ki az újságot öt hónapon keresztül.
1897-ben hozta létre a Dolgozó nők körét (Kolo radnih žena). 1903-ban, amikor letartóztattak a kör tagjai közül néhány nő tipográfust, tüntetést szervezett, és mintegy 8000 nőt mozgósított. Ez volt Zágrábban az első női tüntetés. Tettéért 12 nap börtönre ítélték. 1909-ben Bécsből tudósított Heinrich Friedjung liberális osztrák politikus peréről.  Mira Kočondával és Zofka Kvederrel részt vett a nemek egyenlőségéről folytatott nyilvános vitában. Vitapartnerük Antun Gustav Matoš író volt, aki a gyermek, konyha és templom hagyományos női szerepeket védte.
1910-ben Strossmayer buzdítására folytatásos regényeket, novellákat írt az Obzorba, és ez jelentősen megnövelte az újság példányszámát. 1910-ben jelent meg a nagy sikert arató történelmi regénysorozatának első kötete. Második férje Slavko Amadej Vodvarka újságíró volt, de a házasság válással végződött. 1917-ben felszólalt Prágában a Szláv nők kongresszusán.
Két női lapot írt és adott ki, a Ženki listet (1925–1938), és a Hrvaticát (1938–1940).

## Válogatott művei
- Evica Gupčeva
- Grička vještica
- Gordana
- Jadranka
- Kći Lotrščaka
- Kraljica Hrvata
- Kneginja iz Petrinjske ulice
- Mala revolucionarka
- Nevina u ludnici
- Plameni inkvizitori
- Roblje
- Vitez slavonske ravni